# 杉原千畝物語 オペラ 人道の桜
杉原千畝物語 オペラ 「人道の桜」（すぎはらちうねものがたり オペラ じんどうのさくら）は、2015年に初演された日本のオペラ。外交官の杉原千畝が、人道的見地から外務省の回訓に従わずに多くのユダヤ難民に査証（ビザ）を発給して彼らを助けた事績を題材として制作され、杉原の学生時代から名誉回復までを描いている。上演時間2時間15分。

## 概要
作曲家の安藤由布樹は1992年より本作の構想を温めてきた。2012年から2015年にかけ、オペラ歌手新南田ゆりが史実に基づき子供にもわかるように平易に脚本を執筆し、安藤がそれに合わせて曲を制作した。制作に際しては、杉原千畝研究会や大正出版、杉原の研究者である渡辺勝正の監修を受けている。　杉原千畝物語オペラ「人道の桜」制作委員会がオペラの公演を通じて千畝の功績を正しく世に広め継承することを目的として上演している。

## あらすじ
第一幕
リトアニアの首都ヴィリニュスに咲く満開の桜の下で、杉原千畝の妻・幸子が着物姿で「さくらさくら」と歌い、今は亡き夫の若い頃を回想する。
早稲田大学に入ったばかりの千畝は東京で初めて下宿をする。下宿屋のハルさんと二重唱。英語を勉強し世界の平和を作るという将来の夢を歌う。
舞台は満州事変後の満州国に移る。満州国の外交部に赴任したばかりの千畝は上司大橋忠一の命令を受けてロシアと北満鉄道の買取交渉に当たる。千畝はロシア語を巧みに操り、事前調査で6億円の価格提示に対し、1億4千万円で交渉を成立させる。大きな手柄を立てた千畝であったが、満州国での日本軍人の横暴さを見るにつけ、満州国外交部での仕事に失望し、本来の自分の仕事を見つけるために帰国する。
帰国した千畝は知人の妹幸子と出会い、結婚し二人の子供を育てながらリトアニアへ赴任。第二次世界大戦が勃発し、ナチス・ドイツによるユダヤ人迫害政策を目の当たりにする。1940年7月18日、千畝の勤務するカウナスの領事館に大勢のユダヤ難民が日本の通過ビザを求めて押し寄せる。大量のビザ発行許可を本省に願い出るが、折しも日本はドイツと日独防共協定を結んだところであり、本省からビザの発行は許可しないとの回訓が届く。ナチス・ドイツに追われ生命の危機が迫るユダヤ難民の必死の様子を目前にした千畝は、人の命を救うために、「誰がなんと言おうと正しいと思ったことをしろ」という父の教えに従い、ついにビザの発行を決意する。千畝は、昼夜兼行でペンが折れようとも、領事館の退去命令が出てホテルに移ろうとも、そしてカウナスを発つ駅のホームまでもビザを書き続けた。ビザを求め続けるユダヤ難民達の合唱に続き、千畝が「許してください、もう書けません。どうか生きてください。」とアリアを歌いカウナスを去る姿をユダヤ難民達が「センポー！スギハラー」と叫びながら別れを告げ見送るシーンで第一幕が終わる。
第二幕
千畝から発給されたビザを手にしたユダヤ難民達が、期待と不安を抱きながらロシアを渡り、ウラジオストクから船に乗り敦賀に向かう船中で第二幕が始まる。素朴で平和な敦賀の人たちは、彼らに食事を提供したり、時計を買い上げて避難資金を提供したり、銭湯を無料提供するなどした。敦賀の人々に暖かく迎えられたユダヤ難民サラとベンによる二重唱「天国のような国」は後半でユダヤ難民達との合唱となり素晴らしい国、天国のような国ニッポンを讃える。
日本は第二次世界大戦に敗れ、千畝は敗戦国民として収容所に入れられ1947年4月に帰国。外務次官より退職を告げられ、ユダヤ人からお金をもらってビザを書いたという噂まで流された千畝は、わずかな退職金で外務省を去る。千畝はアリア「間違っていたというのか？」を歌い、外交官である前に人として当たり前のことをしたのだと締めくくる。
三男の晴生が病気で亡くなるが、葬儀も出すことができない悲しみを幸子が泣き崩れながら歌う。
1968年夏の朝、駐日イスラエル大使館より呼び出された千畝（当時68歳）は、かつてカウナスでビザを発行したユダヤ人ニシュリに再会する。ニシュリは28年間もの間、命の恩人センポを探し続けたが、大使館に電話してもそのような記録はないと回答されていた。千畝の消息を掴み、28年ぶりに大使館で再開し、喜び抱き合う。
千畝はイスラエル政府から「ヤド・バシェム賞」を授与される。イスラエルでの式典で合唱が千畝を讃える。ユダヤ人たちは、日本政府はなぜこのような素晴らしい人物に対して、何もしないばかりか免職にしたのかと口々に不満を訴える。
ヤド・バシェム賞受賞から1年後の1986年、千畝は86歳でその生涯を閉じる。それから14年後の2000年に河野洋平外務大臣が正式に日本政府として謝罪。その翌年、母校早稲田大学が、リトアニアのビリニュスにモニュメントを建立し、その周りに250本の桜を植えたことを紹介し、ラストシーンのテーマ音楽「人道の桜」に入る。幸子が「あなたの花が今年もこんなにきれいに咲きました」と語り、冒頭を幸子のソロで歌が始まり、全員が満開の桜を愛でながら登場し、このオペラの題名になった曲「人道の桜」を全員で大合唱して全幕を閉じる。

## 主な上演歴
- 2015年5月12日、リトアニアの首都ビリニュスの国立ドラマ劇場で世界初演。
- 2015年7月26日、早稲田大学大隈講堂にてピアノ伴奏にて上演。
- 2015年12月5日、凱旋帰国公演として品川区きゅりあん大ホールにて昼夜2公演を上演。
- 2017年3月25日、新宿文化センター大ホールにて東京オペラプロデュース制作による昼夜ダブルキャストで上演。
- 2017年5月3日、松戸市民会館にて60分の短縮バージョンを上演。
- 2018年1月27日28日 、岐阜清流文化プラザ 長良川ホールにてウィーン岐阜合唱団と共演し、二日間上演。
- 2019年1月26日27日 、岐阜清流文化プラザ 長良川ホールにてウィーン岐阜合唱団と共演し、二日間上演。
- 2019年7月20日21日 、いわき芸術文化交流館アリオスにて石河明指導によるいわき合唱団と共演し、二日間上演。
- 2019年10月5日 、ウラジオストク　フィラルモニアコンサートホールにて60分ピアノ版を上演。
- 2019年12月6日7日 、敦賀市民文化センターにて敦賀市人道の桜合唱団、少年少女合唱団マーレ、長唄「四季の敦賀」保存会と共演し、二日間上演。
- 2021年8月8日、平塚市中央公民館にて、ひらつか「人道の桜」合唱団と実際に千畝氏とニシュリを引き合わせた平塚市在住の木下道子が特別出演し上演。
- 2021年12月24日、杜のホールはしもとにて、相模原 橋本公演 「人道の桜」合唱団とニシュリ役に地元のバリトン歌手加藤大聖をキャスティングし昼夜2公演を上演。
- 2022年7月17日18日、名古屋市芸術創造センターにて、二日間上演。
- 2022年11月３日、早稲田大学大隈記念講堂にて、早稲田大学創立140年　大隈重信侯没後100年記念として上演。

## スタッフ・キャスト（初演時）
- リトアニアの首都ビリニュス 国立ドラマ劇場にて世界初演
- キャスト
  - 脚本　新南田ゆり
  - 作曲　安藤由布樹
  - 舞台監督　藤田有紀彦
  - オーケストラ　St. Christopher Chamber Orchestra
  - ピアノ/オーケストラ指揮　安藤由布樹
  - 杉原千畝　女屋哲郎
  - 杉原幸子　新南田ゆり
  - 下宿のハルさん　赤澤舞
  - サラ　鈴木理恵子
  - ニシュリ　草刈伸明
  - バルハフティック　滝川かおん
  - 大橋忠一　橋本昌一
  - 菊池・グッジェ　小林重昭
  - 学生・滝川　山本康治
  - 軍人・朝日湯　平井明
  - 軍人　藤井昌雄
  - 学生・ベン　影山慎二
  - サリー・女学生・アンナ　永井千絵
  - 女学生　天本メイ
  - リンゴ売り　尾川律子
  - 澄江　小林和子
  - 達之助　今泉建志
  - 加藤　森河制子
  - 制作助手　永井千絵　影山慎二
  - 写真撮影　鈴木紘一